# Pseudofabraea
Pseudofabraea is een monotypisch geslacht van schimmels uit de familie Dermateaceae. Het bevat alleen Pseudofabraea citricarpa.